# Gérard Klein (író)
Gérard Klein (Neuilly-sur-Seine, 1937. május 27.) francia közgazdász, tudományos-fantasztikus író, kiadó.

## Élete
Párizsban, a Sorbonne egyetemen szociálpszochológiát hallgatott, ezután két éven át  az algériai háborúban volt. 1963-ban a CDU Sedesnél helyezkedett el, ahol alapvetően urbanizmussal és  takarékossági programokkal foglalkozott. 1970-ben jelentette meg L' Epargne des familles című munkáját. Könyvkiadói pályafutása elején párhuzamosan foglalkozott közgazdaságtannal és irodalommal – két társával együtt  létrehozta a Caisse des Dépôts csoportot –, de 1987-ben csaknem teljesen befejezte közgazdász tevékenységét. Mindemellett továbbra is kapcsolatban áll néhány közgazdász szervezettel, például a Futuribles társasággal. 1969-ben találkozott Robert Laffont-nal, aki  az  S.F. Ailleurs és a Demain antológiák szerkesztésével bízta meg. 1986-tól a Le Livre de poche paperback sorozat tudományos-fantasztikus részének főszerkesztője. 1984 és 1985 között a La Grande Anthologie de la science-fiction antológiasorozat egyik szerkesztője volt Jacques Goimard-ral és Demètre Ioakimidisszel közösen.
Első irodalmi próbálkozásai a Galaxie és a Fiction magazinban jelentek meg 18 éves korában. Első regénye, az Embouche dans l'espace 1958-ban jelent meg François Pagery álnév alatt a Rayon Fantastique-ben, ezután még öt regényt publikált különböző álnevek alatt. Kiemelkedő műve a Les virus ne parlent pas (A vírusok nem beszélnek, 1967), ebben azt az elképzelését írja le, hogy a vírusok ugyanabból a célból hoznak létre dolgokat, mint az emberek: hatékonyságuk növelése érdekében. Ez az ötlet a természettudós Richard Dawkins The Selfish Gene (Az önző gén) című munkája előképének tekinthető: az élőlényeket nagy robotnak-organizmusnak lehet tekinteni, amelyeket a gének használnak, hogy egyre gyorsabban lemásolják magukat. Gérard Klein történetében a lény elkerüli alkotója szándékát, mivel az ember a vírusok megsemmisítésére törekszik.
Gérard Klein az elsők közt írta le (Cordwainer Smithszel együtt) a napenergia felhasználását az űrkutatásban.
Műveit angol, német, spanyol, olasz, orosz és román nyelvre fordították le. 2005-ben munkásságáért a Science Fiction Research Pilgrim-díját kapta.

## Fordítás
- Ez a szócikk részben vagy egészben  a   Gérard Klein című francia Wikipédia-szócikk ezen változatának fordításán alapul.  Az eredeti cikk szerkesztőit annak laptörténete sorolja fel. Ez a jelzés csupán a megfogalmazás eredetét és a szerzői jogokat jelzi, nem szolgál a cikkben szereplő információk forrásmegjelöléseként.